# 小行星19293
小行星19293（19293 Dedekind）是一颗绕太阳运转的小行星，为主小行星带小行星。该小行星于1996年7月18日发现。

## 轨道参数
小行星19293的轨道半长轴为2.2689119 UA，离心率为0.111。